# Confederazione brasiliana scherma
La Confederazione Brasiliana Scherma (portoghese, Confederação Brasileira de Esgrima - CBE) è l'organismo nazionale di scherma in Brasile. La sede si trova a Rio de Janeiro. Il presidente è Gerli dos Santos e il vicepresidente Ricardo Pacheco Machado.
La Confederazione Brasiliana Scherma organizza annualmente un circuito nazionale di scherma.
L'organismo brasiliano è affiliato alla Federazione internazionale della scherma.

## Schermidori brasiliani
- João Souza (nato in 1983)
- Régils Avila (nato in 1963)